# Ормонт, Борис Филиппович
Борис Филиппович О́рмонт (29 января 1900 года — 27 марта 1978 года) — советский специалист в области кристаллохимии и физикохимии твёрдых веществ. Создатель термодинамической шкалы твёрдости.

## Биография
Родился 29 января 1900 года в Киеве (ныне Украина). Окончил Первую Императорскую гимназию, что позволило ему в будущем владеть тремя иностранными языками. Окончил химический факультет (1925) и аспирантуру (1927) по кафедре физической химии КПИ.
В 1927 — 1960 годах работал в Москве в ФХИ имени Л. Я. Карпова. С 1931 года заведующий лабораторией этого института.
В 1930-х годах объектом исследований Ормонта стали сверхтвёрдые и жаропрочные материалы. В теоретическом плане развивает энергетическую кристаллохимию атомных соединений, выводит формулы для расчета основных параметров полупроводников (микротвёрдости, ширины запрещённой зоны и др.) через энергию атомизации.
Результаты комплексных кристаллохимических исследований Б. Ф. Ормонта были обобщены в работе «Структуры неорганических веществ» (1950).
В 1960 году заведующий кафедрой диэлектриков и полупроводников Н. П. Богородицкий пригласил Б. Ф. Ормонта работать в ЛЭТИ.
Заведующий кафедрой физической химии ЛЭТИ (1960—1976), профессор ЛЭТИ (1960—1978). За годы работы в ЛЭТИ разработал комплексный курс физической химии и кристаллохимии полупроводников. Основал в ЛЭТИ научную школу полупроводниковых фаз переменного состава на основе соединений А2В6 и А4В6.
Создал термодинамическую шкалу твёрдости, которая явилась базой для предсказания свойств сверхтвёрдых материалов и позволила решить актуальную в предвоенные годы задачу разработки технологии искусственных сверхтвердых материалов и в промышленном масштабе обеспечить замену алмазов в технике. Доктор химических наук (1939), профессор (1940).
Умер 27 марта 1978 года в Ленинграде.

## Галерея

## Ученики
Первыми аспирантами Б. Ф. Ормонта в ЛЭТИ были немцы из ГДР — Дитрих Тесс (защитился в 1966 году, тема кандидатской диссертации: «Получение и исследование сульфида кадмия») и Иоганнес Годау (защитился в 1966 году, тема кандидатской диссертации: «Получение и исследование теллурида цинка»). Дитрих Тесс стал редактором немецкого издания учебного пособия Б. Ф. Ормонта.
В последующие годы успешно защитились советские аспиранты: О. Ф. Луцкая (защитилась в 1969 году, тема кандидатской диссертации: «Исследование влияния термодинамических условий синтеза при отсутствии и присутствии кислорода на некоторые свойства монокристаллов сульфида кадмия»), С. М. Таиров (защитился в 1970 году, тема кандидатской диссертации: «Синтез и исследование полупроводниковых систем теллурид олова — теллурид кадмия и теллурид олова — теллурид свинца»), С. Л. Милославов (защитился в 1971 году), Д. Б. Чеснокова (защитилась в 1976 году, тема кандидатской диссертации: «Исследование электрофизических свойств теллурида цинка контролируемого состава»), М. И. Камчатка (защитилась в 1977 году), Самойлов, И. А. Качалова, Т. В. Саунина, и В. А. Мошников (защитился в 1981 году, тема кандидатской диссертации: «Исследование неоднородностей в твердых растворах теллурида свинца-теллурида олова»).

## Награды и звания
- Сталинская премия III степени (14 марта 1941) — за изобретение метода получения мелкокристаллического карбида бора — заменителя алмаза
- орден «Знак Почёта» (1943)
- медали
- I премия ВХО имени Д. И. Менделеева (1958)

## Основные труды
- Ормонт Б. Ф. Химия и строение материи. М.; П.: ОНТИ НКТП, гл. ред. хим. лит. 1934.465 с.
- Ормонт Б. Ф. Структуры неорганических веществ. М.-Л.: Техтеориздат. 1950.968 с.
- Ормонт Б. Ф. Введение в физическую химию и кристаллохимию полупроводников. М.: Изд-во Высшая школа. 1968.488 с.
- Ормонт Б. Ф. Кристалл и его константы // УФН. 1936. Т. 16. Вып. 8. С.1002-1043.